# Barpeta
Barpeta là một thành phố và là nơi đặt ban đô thị (municipal board) của quận Barpeta thuộc bang Assam, Ấn Độ.

## Địa lý
Barpeta có vị trí 26°19′B 91°00′Đ / 26,32°B 91°Đ Nó có độ cao trung bình là 35 mét (114 foot).

## Nhân khẩu
Theo điều tra dân số năm 2001 của Ấn Độ, Barpeta có dân số 41.175 người. Phái nam chiếm 50% tổng số dân và phái nữ chiếm 50%. Barpeta có tỷ lệ 80% biết đọc biết viết, cao hơn tỷ lệ trung bình toàn quốc là 59,5%: tỷ lệ cho phái nam là 86%, và tỷ lệ cho phái nữ là 75%. Tại Barpeta, 10% dân số nhỏ hơn 6 tuổi.